# 斯塔維河
斯塔維河（烏克蘭語：Стави），是烏克蘭的河流，位於該國西北部，流經羅夫諾州，處於斯盧奇河左岸，發源自薩波任西南面，河口處在索斯諾韋西北面，河道全長49公里，流域面積592平方公里。